# Арістід Зогбо
Арісті́д Зогбо́ (фр. Aristide Zogbo, нар. 30 грудня 1981, Абіджан) — івуарійський футболіст, що грав на позиції воротаря.
Виступав за національну збірну Кот-д'Івуару у складі якої 2010 року був учасником чемпіонату світу та кубка африканських націй.

## Клубна кар'єра
Народився 30 грудня 1981 року в місті Абіджан. Вихованець футбольної школи клубу «Іссіа Вазі». Дорослу футбольну кар'єру розпочав 2003 року в основній команді того ж клубу, в якій провів чотири сезони. В 2006 році разом з клубом виграв Кубок Кот-д'Івуару, а рік потому грав у фіналі цього турніру.
У 2007 році перейшов в єгипетський «Аль Іттіхад Шурта» і виступав в ньому протягом двох сезонів.
У 2009 році Арістід виїхав з Африки, перейшовши в ізраїльський «Маккабі» з Нетаньї. 17 жовтня 2009 року дебютував у складі нового клубу, зігравши в матчі з «Маккабі» з Петах-Тікви. Всього за сезон провів 16 матчів в вищому ізаїльському дивізіоні
Завершив професійну ігрову кар'єру на батьківщині у клубі «Бінжервіль».

## Виступи за збірну
20 серпня 2008 року дебютував в офіційних іграх у складі національної збірної Кот-д'Івуару в товариському матчі з командою Гвінеї.
2010 року був учасником Кубка африканських націй в Анголі та чемпіонату світу у ПАР, проте на обох турнірах був лише одним із дублерів Бабукара Баррі і на поле не виходив.
Всього протягом кар'єри у національній команді провів у формі головної команди країни 6 матчів.

## Досягнення
- Володар Кубка Кот-д'Івуару: 2006